# Sedmi kontinent (1966.)
Sedmi kontinent, hrvatski dugometražni film iz 1966. godine.